# Pizza

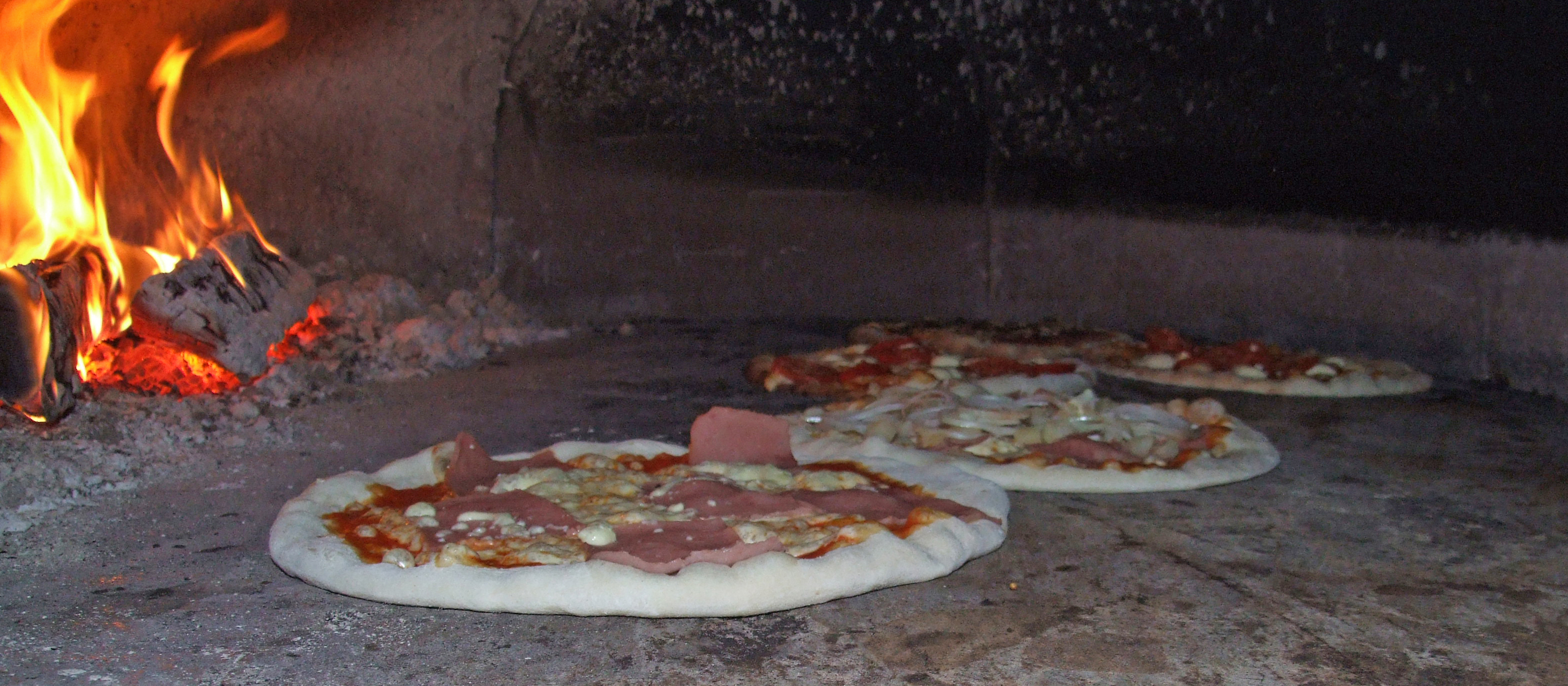

Pizza (phát âm tiếng Ý: [ˈpittsa], phát âm tiếng Latinh: [pi˧ zaː˧]) là một loại bánh dẹt, tròn được chế biến từ bột mì, nấm men,... sau khi đã được ủ bột để nghỉ ít nhất 24 tiếng đồng hồ và nhào nặn thành loại bánh có hình dạng tròn và dẹt, và được cho vào lò nướng chín trước khi ăn.
Thuật ngữ "pizza" lần đầu tiên được ghi nhận vào thế kỷ 10 trong một bản thảo Latin từ thị trấn Gaeta ở phía Nam Ý, thuộc vùng Lazio, gần biên giới với Campania. Raffaele Esposito thường được coi là cha đẻ của pizza hiện đại. Pizza hiện đại được phát minh ở Naples. Năm 2009, pizza Neapolitan được đăng ký với Liên minh châu Âu như một món ăn Đặc sản Truyền thống Được Bảo đảm. Năm 2017, nghệ thuật làm pizza Neapolitan đã được thêm vào danh sách Di sản văn hóa phi vật thể của UNESCO.
Pizza và các biến thể của nó là một trong những thực phẩm phổ biến nhất trên thế giới. Pizza được bán tại nhiều nhà hàng, bao gồm các tiệm pizza chuyên nghiệp, nhà hàng Địa Trung Hải, thông qua giao hàng và dưới hình thức thực phẩm đường phố. Tại Ý, pizza được phục vụ tại nhà hàng được trình bày chưa cắt và được ăn bằng dao và nĩa. Trong môi trường không chính thống, nó được cắt thành từng miếng để ăn bằng tay.
Năm 2017, thị trường pizza toàn cầu đạt 128 tỷ USD, và tại Mỹ, con số này là 44 tỷ USD, phân bố trên 76.000 tiệm pizza. Tổng cộng, 13% dân số Mỹ từ hai tuổi trở lên đã tiêu thụ pizza vào bất kỳ ngày nào.

## Nguyên gốc từ
Lần đầu tiên từ "pizza" được ghi nhận xuất hiện trong một văn bản Latin từ thị trấn Gaeta, vào thời điểm đó vẫn là một phần của Đế quốc Byzantine, vào năm 997 sau Công nguyên. Văn bản này nói rằng một người thuê một bất động sản nào đó phải đưa giám mục Gaeta duodecim pizze (nghĩa là "mười hai bánh pizza") mỗi Ngày Giáng sinh và một lần nữa vào Chủ Nhật Phục Sinh.
Một số giả thuyết về nguồn gốc từ này bao gồm:
- Từ tiếng Hy Lạp Byzantine và Latinh muộn pitta đã trở thành pizza, tương tự với bánh pitta của Hiện đại Hy Lạp và pitta ở Apulia và Calabria (khi đó là Byzantine Italy),[13] một loại bánh tròn mỏng được nướng trong lò ở nhiệt độ cao, đôi khi có những lớp phủ lên trên. Từ pitta có thể được truy nguồn từ Tiếng Hy Lạp cổ đại πικτή (pikte), "bánh mì lên men", sau này trong tiếng Latin trở thành "picta", hoặc từ Tiếng Hy Lạp cổ đại πίσσα (pissa, Attic πίττα, pitta), "nhựa đen",[14][15] hoặc πήτεα (pḗtea), "cám" (πητίτης pētítēs, "bánh mì cám").[16]
- Từ điển nguyên gốc từ của tiếng Ý giải thích từ này xuất phát từ từ giọng địa phương pinza có nghĩa là "cái kẹp", giống như từ pinze trong tiếng Ý hiện đại nghĩa là "dụng cụ kẹp, cái nhíp, dụng cụ gắp". Từ gốc của nó là từ Latin pinsere có nghĩa "giã, đập nát".[17]
- Từ Lombardic bizzo hoặc pizzo có nghĩa là "một miếng" (liên quan đến các từ tiếng Anh "bit" và "bite"), được mang đến Ý vào giữa thế kỷ thứ 6 sau Công nguyên bởi những kẻ xâm lược Lombards.[1][18] Sự chuyển đổi từ b>p có thể được giải thích bằng sự thay đổi phụ âm của tiếng Đức cao và người ta đã chú ý rằng trong ngữ cảnh này, từ tiếng Đức Imbiss có nghĩa là "bữa ăn nhẹ".

Một chiếc pizza nhỏ đôi khi được gọi là "pizzetta". Một người làm pizza được gọi là "pizzaiolo".

## Lịch sử

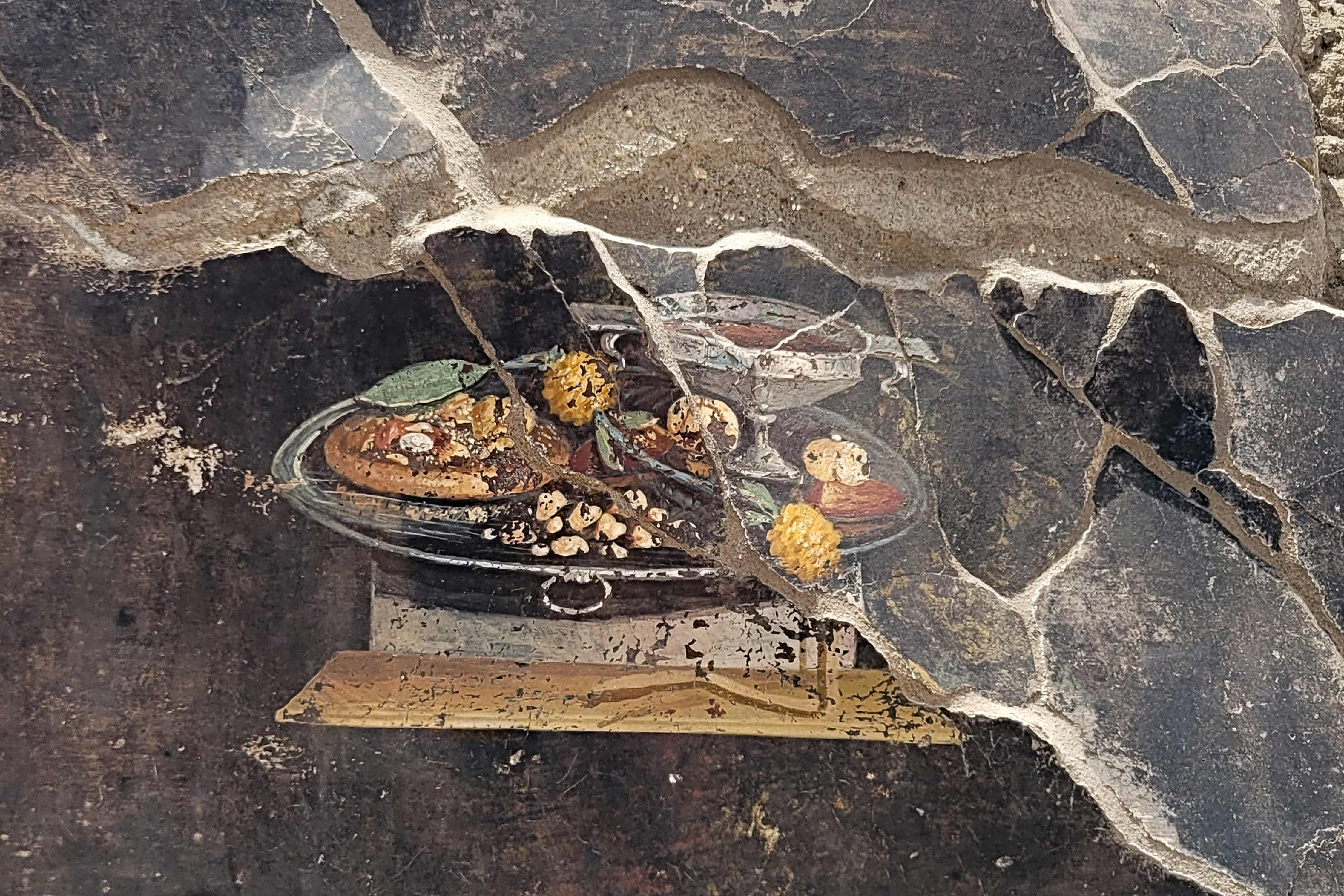
Hình ảnh một biến thể cổ đại của pizza trên một bức tranh tường ở Pompeii

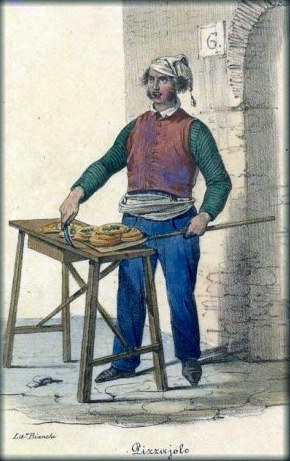
Một người làm bánh pizza ("pizzaiolo") vào năm 1830

Trong suốt lịch sử cổ đại, có nhiều ghi chép về việc người ta thêm các thành phần khác vào bánh mì để làm cho nó thêm hương vị. Vào thế kỷ thứ 6 trước Công nguyên, binh sĩ Ba Tư thuộc Đế quốc Achaemenid trong thời kỳ của vị đế Darius Đại đế nướng bánh mì phẳng với phô mai và quả chà là lên phía trên của khiên chiến đấu của họ, và người Hy Lạp cổ đại thêm các loại dầu thực vật, thảo dược và phô mai vào bánh mì của họ. Một lần đề cập sớm đến món ăn giống pizza xuất hiện trong tác phẩm Aeneid của tác giả Virgil, khi nữ hoàng Celaeno của những người Harpies tiên tri rằng người Trôi sẽ không có được hòa bình cho đến khi họ phải ăn bàn của mình do đói (Sách III). Trong Sách VII, Aeneas và binh lính của ông được phục vụ một bữa ăn bao gồm bánh tròn (giống bánh pita) trên đó là các loại rau củ đã được nấu chín. Khi họ ăn bánh, họ nhận ra rằng đó chính là những "bàn" do Celaeno tiên tri. Năm 2023, các nhà khảo cổ đã phát hiện một bức tranh tường ở Pompeii có vẻ như miêu tả một món ăn giống pizza cùng với các thực phẩm và nguyên liệu khác trên một đĩa bạc. Bộ trưởng Văn hóa của Ý nói rằng đây "có thể là một hình mẫu xa xưa của món ăn hiện đại". Lần đầu tiên từ "pizza" được ghi nhận trong một văn bản công chứng viết bằng tiếng Latin và có ngày tháng là tháng 5 năm 997 tại Gaeta, yêu cầu thanh toán "mười hai cái pizza, một bắp vai heo và một thận heo vào ngày Giáng Sinh, và mười hai cái pizza và một vài con gà vào ngày Lễ Phục Sinh."
Bánh pizza hiện đại phát triển từ các món bánh mì phẳng tương tự tại Naples, Italy, vào khoảng thế kỷ 18 hoặc đầu thế kỷ 19. Trước thời điểm đó, người ta thường trang trí bánh mì phẳng bằng tỏi, muối, mỡ và phô mai. Không chắc chắn khi nào cà chua được thêm vào và có nhiều thông tin trái chiều, mặc dù chắc chắn không thể xảy ra trước thế kỷ 16 và sự trao đổi Columbian. Đến khoảng năm 1830, bánh pizza được bán tại các quầy hàng ngoài trời và cửa hàng làm bánh pizza.
Một câu chuyện phổ biến ngày nay cho rằng mẫu pizza cổ điển, pizza Margherita, được tạo ra vào năm 1889, khi Cung điện Hoàng gia Capodimonte ở Naples yêu cầu người làm pizza người Naples, Raffaele Esposito, tạo một loại pizza để tưởng nhớ Nữ hoàng Margherita đang thăm. Trong ba loại pizza khác nhau mà ông tạo ra, Nữ hoàng ưa thích mạnh một loại pizza có ba màu của cờ Italy: đỏ (cà chua), xanh (rau húng quế) và trắng (phô mai). Người ta tin rằng loại pizza như vậy sau đó được đặt tên theo Nữ hoàng, tuy nhiên, sau này có những nghiên cứu cho thấy câu chuyện này không chắc đã đúng. Một bức thư chính thức công nhận từ "người đứng đầu dịch vụ" của Nữ hoàng vẫn được trưng bày tại cửa hàng của Esposito, người nay tên gọi là Pizzeria Brandi.
Bánh pizza được đưa vào Hoa Kỳ bởi những người nhập cư Ý vào cuối thế kỷ XIX và lần đầu xuất hiện ở những vùng mà họ tập trung. Quán pizza đầu tiên của nước này, Lombardi's, mở cửa tại New York City vào năm 1905. Sau Chiến tranh Thế giới thứ Hai, những người trở về từ Chiến dịch Ý, nơi họ đã được làm quen với ẩm thực truyền thống của Italy, tạo ra một thị trường sẵn sàng cho pizza.
Hội Verace Pizza Napoletana (tạm dịch: Hội Pizza Napoli Chính hiệu) là một tổ chức phi lợi nhuận được thành lập vào năm 1984, có trụ sở tại Naples, với mục tiêu thúc đẩy pizza Napoli truyền thống. Năm 2009, theo yêu cầu của Italy, pizza Napoli đã được đăng ký là món ăn đặc biệt truyền thống của Liên minh Châu Âu, và vào năm 2017, nghệ thuật làm pizza Napoli đã được đưa vào danh sách di sản văn hóa phi vật thể của UNESCO.

## Biến thể và phong cách chế biến
Có nhiều biến thể pizza khác nhau, được định nghĩa bởi sự chọn lựa các thành phần phủ lên bề mặt và đôi khi cả lớp vỏ bánh. Ngoài ra, còn có một số phong cách pizza; mỗi một phong cách đều có cách chế biến khác nhau. Danh sách dưới đây chỉ liệt kê những biến thể nổi bật.

### Biến thể
| Hình ảnh | Tên                    | Nguyên liệu đặc trưng | Xuất xứ       | Lần ghi nhận đầu tiên | Ghi chú |
| -------- | ---------------------- | --- | ------------- | --------------------- | --- |
|          | Pizza capricciosa      | Giăm bông, nấm, ngò, trứng | Ý             |                       | Tương tự như Pizza quattro stagioni, nhưng các nguyên liệu trên được trộn chứ không tách riêng.            |
|          | Bánh sò điệp           | Sò điệp | New England   | Những năm 1950        | Phiên bản pizza của món bánh gấp được phục vụ ở New England từ thời thuộc địa.                             |
|          | Pizza Hawaii           | Dứa, giăm bông hoặc thịt ba chỉ | Canada        | 1962                  | Thường gây ra sự phân cách quan điểm.                                                                      |
|          | Pizza Margherita       | Cà chua, phô mai mozzarella, húng quế | Naples, Italy | Những năm 1800        | Loại pizza Napoli truyền thống.                                                                            |
|          | Pizza marinara         | Sốt cà chua, dầu ô liu, hương thảo, tỏi. Không có phô mai.                                                                                    | Naples, Italy | 1734                  | Một trong những loại pizza Napoli cổ xưa nhất.                                                             |
|          | Pizza pugliese         | Cà chua, hành tây, phô mai mozzarella | Apulia, Italy |                       | |
|          | Pizza quattro formaggi | Được làm bằng bốn loại phô mai (tiếng Ý: [ˈkwattro forˈmaddʒi], "bốn loại phô mai"): Mozzarella, Gorgonzola và hai loại khác tùy theo khu vực | Lazio, Italy  | Những năm 1700        | |
|          | Pizza quattro stagioni | Ngò, nấm, giăm bông, cà chua | Ý             |                       | Các nguyên liệu được chia thành bốn phần riêng biệt, tượng trưng cho chu kỳ của các mùa.                   |
|          | Pizza hải sản          | Hải sản, như cá, hải sản vỏ sò hoặc mực. |               |                       | Các biến thể con bao gồm Pizza frutti di mare (không có phô mai) và Pizza pescatore (có mực hoặc sò điệp). |

### Phong cách
| Hình ảnh | Tên                    | Đặc điểm | Xuất xứ                             | Lần ghi nhận đầu tiên |
| -------- | ---------------------- | --- | ----------------------------------- | --------------------- |
|          | California-style pizza | Được phân biệt bởi việc sử dụng nguyên liệu không truyền thống, đặc biệt là loại rau sạch đa dạng. | California, Hoa Kỳ                  | Năm 1980              |
|          | Calzone                | Pizza được gấp đôi như một chiếc bánh xếp. | Naples, Italy                       | Những năm 1700        |
|          | Pizza kiểu Chicago     | Nướng trong một cái chảo có mép cao giữ một lớp nguyên liệu đầy đặn. Lớp vỏ bánh đôi khi được nhồi phô mai hoặc các nguyên liệu khác.                                                                    | Chicago, Hoa Kỳ                     | Khoảng những năm 1940 |
|          | Pizza kiểu Colorado    | Có vỏ bánh đặc trưng dày và bện ở trên, được phủ một lượng nhiều số lớn sốt và phô mai. Thường được phục vụ theo cân, đi kèm với một ít mật ong làm gia vị.                                              | Colorado, Hoa Kỳ                    | Năm 1973              |
|          | Pizza chiên sâu        | Pizza được chiên sâu (nấu trong dầu) thay vì nướng. | Scotland và Ý                       |                       |
|          | Pizza kiểu Detroit     | Phô mai được lan rộng đến mép và thăng hoa thành màu caramel trên cái chảo hình chữ nhật có mép cao, tạo nên lớp vỏ bánh mép giòn và mỏng.                                                               | Detroit, Hoa Kỳ                     | Năm 1946              |
|          | Pizza kiểu Grandma     | Mỏng, vuông, nướng trong khay hình tấm, "nhớ về những chiếc bánh pizza được nấu tại nhà bởi các bà nội trợ Ý mà không cần lò nướng pizza."                                                               | Long Island, Hoa Kỳ                 | Đầu thế kỷ 20         |
|          | Pizza kiểu Hy Lạp      | Ươm và nướng trong một cái chảo nông; lớp vỏ bánh nhẹ và tương tự như foccaccia. | Connecticut, Hoa Kỳ                 | Năm 1955              |
|          | Bánh cà chua Ý         | Làm từ bột dày phủ lớp bột cà chua; một biến thể của Pizza Sicilian. Còn được gọi là bánh sợi pizza (khi cắt như hình), bánh sốt, bánh nhà thờ, bánh mì đỏ, pizza tiệc, v.v.                             | Hoa Kỳ                              | Đầu thế kỷ 20         |
|          | Jumbo slice            | Lát pizza rất lớn được bán như món đồ ăn đường phố. | New York và Washington D.C., Hoa Kỳ | Năm 1981              |
|          | Pizza kiểu New York    | Pizza có nguồn gốc từ Napoli với lớp vỏ mỏng dễ gấp | Khu vực đô thị New York (và xa hơn) | Đầu thế kỷ 20         |
|          | Pizzetta               | Pizza nhỏ được phục vụ như một món hors d'oeuvre hoặc snack. |                                     |                       |
|          | Pizza kiểu St. Louis   | Phong cách này có vỏ bánh mỏng giống như bánh bánh mì que được làm mà không cần men, thường sử dụng phô mai Provel, và được cắt thành các hình vuông hoặc hình chữ nhật thay vì cắt thành từng phần cối. | St. Louis, Hoa Kỳ                   | Năm 1945              |

### Theo khu vực xuất xứ

#### Ý
Pizza Napoli chính hiệu (pizza napoletana) được làm từ cà chua loại San Marzano, được trồng trên các vùng đất núi lửa phía nam của núi Vesuvius. Ngoài ra, còn sử dụng phô mai mozzarella di bufala Campana, được làm từ sữa của trâu nước được nuôi trong đồng cỏ ở Campania và Lazio. Còn phô mai Fior-di-latte cũng là một lựa chọn. Đặc biệt, phô mai mozzarella từ trâu còn được bảo vệ với nguồn gốc địa lý riêng của châu Âu.
Ngoài pizza Napoli, còn có các loại pizza truyền thống khác. Pizza alla marinara có lớp cà chua xếp trên cùng và được cho là loại pizza cà chua cổ điển nhất. Pizza capricciosa có phô mai mozzarella, thịt đùi lợn nướng, nấm, giăm bông và cà chua làm nhân. Còn pizza pugliese thì được làm từ cà chua, phô mai mozzarella và hành tây.
Một biến thể phổ biến của pizza tại Ý là Sicilian pizza (được gọi là sfincione hoặc sfinciuni trong ngôn ngữ địa phương), gọi là pizza Sicilian là một loại pizza với đế dày hoặc đế cao xuất phát từ thế kỷ 17 tại Sicily. Thực tế, nó giống như một loại bánh focaccia với bề mặt thường được trải lớp sốt cà chua và các nguyên liệu khác lên trên. Trước thập kỷ 1860, sfincione là loại pizza phổ biến tại Sicily, đặc biệt ở phần phía Tây của hòn đảo. Tại các vùng khác của Ý, cũng có các biến thể khác của pizza, ví dụ như pizza al padellino hoặc pizza al tegamino, là một loại pizza nhỏ, đế dày, đế cao thường được phục vụ ở Turin, Piedmont.

#### Hoa Kỳ

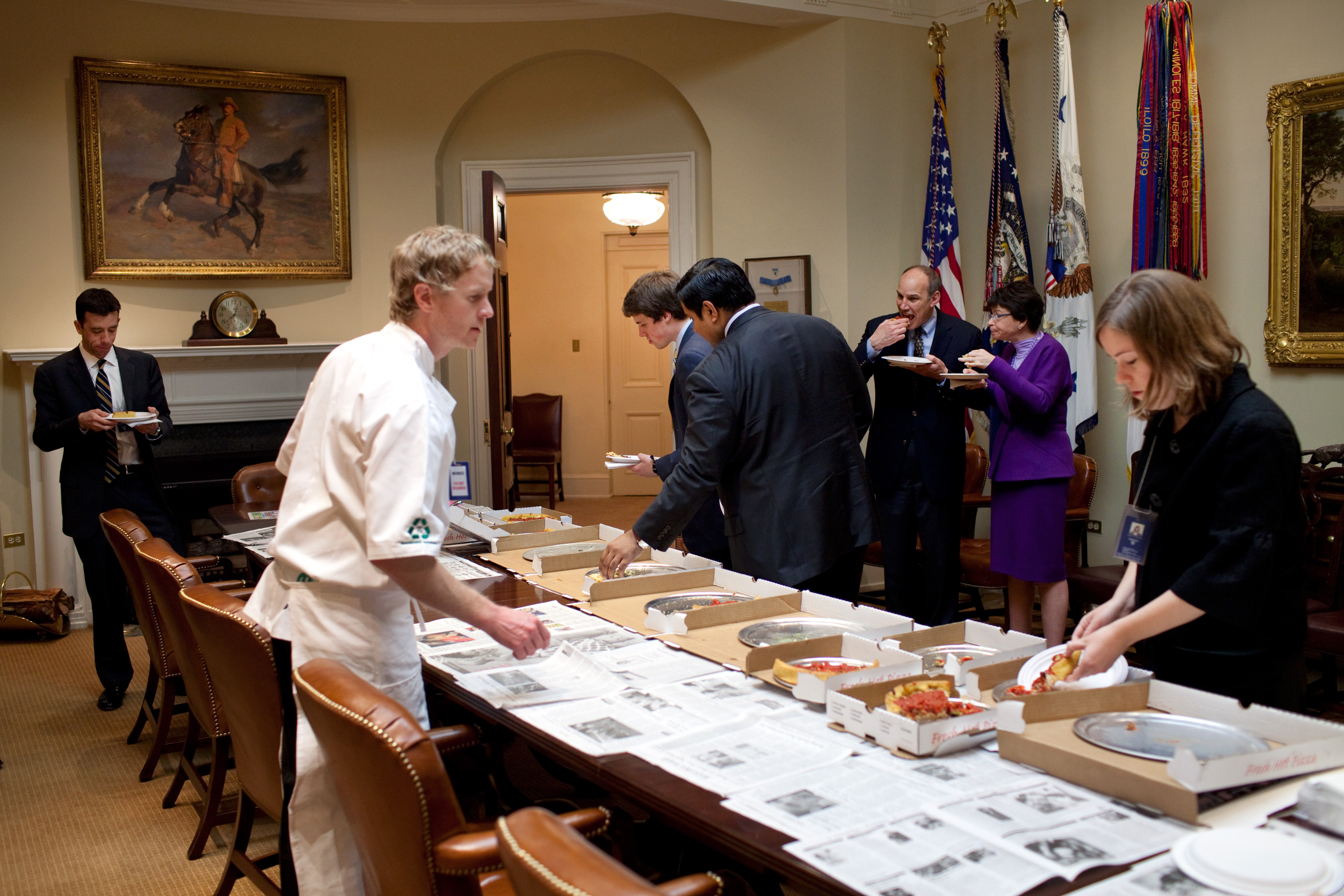
Bữa tiệc pizza tại Nhà Trắng (2009)

Cửa hàng pizza đầu tiên tại Hoa Kỳ được mở tại khu Little Italy của thành phố New York vào năm 1905. Các nguyên liệu phổ biến trên pizza tại Hoa Kỳ bao gồm cá cơm, thịt bò xay, thịt gà, thịt xông khói, nấm, ô liu, hành tây, ớt, sốt cay, xúc xích, cải xanh, thịt bò tái, và cà chua. Các kiểu pizza đặc trưng vùng miền phát triển trong thế kỷ 20, bao gồm phong cách Buffalo, California, Chicago, Detroit, Greek, New Haven, New York, và St. Louis. Các biến thể vùng miền bao gồm pizza đế dày, pizza nhồi, pizza gấp, pizza cuộn, và pizza trên que, mỗi loại có vô số kết hợp sốt và nhân.
Mười ba phần trăm dân số Hoa Kỳ tiêu thụ pizza trong bất kỳ ngày nào. Các chuỗi cửa hàng pizza như Domino's Pizza, Pizza Hut, và Papa John's, pizza từ các cửa hàng chế biến và nướng tại nhà, cùng với pizza lạnh hoặc đông lạnh từ siêu thị đã làm cho pizza dễ dàng tìm thấy trên toàn quốc.

#### Argentina
Argentina, và cụ thể hơn là Buenos Aires, đã chứng kiến sự di cư đáng kể từ di cư Ý vào cuối thế kỷ 19. Người nhập cư từ Naples và Genoa mở ra những quán pizza đầu tiên, tuy nhiên sau này, người dân Tây Ban Nha đã trở thành chủ sở hữu chủ yếu của các cửa hàng pizza.
Pizza Argentina chuẩn có vỏ dày hơn, gọi là "media masa" (nửa bột) so với kiểu pizza Ý truyền thống và sử dụng nhiều phô mai hơn. Tại Argentina, lát pizza thường được phục vụ kèm với món "fainá", một loại bánh chiên bột đậu nành theo kiểu Genoese, và kèm theo rượu moscato. Loại pizza phổ biến nhất được gọi là "muzzarella" (mozzarella), tương tự như Neapolitan pizza (bột, sốt cà chua và phô mai) nhưng có vỏ "media masa" dày hơn, ba lớp phô mai và sốt cà chua, thường cũng kèm theo ô liu. Loại pizza này có thể tìm thấy ở gần mọi ngóc ngách của đất nước; Buenos Aires được coi là thành phố có số lượng cửa hàng pizza trên người dân nhiều nhất trên thế giới. Những biến thể phổ biến khác bao gồm giăm bông, lát cà chua, ớt đỏ và longaniza. Hai loại pizza xuất xứ từ Argentina với hành tây, cũng rất phổ biến: fugazza with cheese, có vỏ bánh pizza thông thường được trải phô mai và hành tây lên trên, và fugazzetta, với lớp phô mai ở giữa hai vỏ bánh pizza và hành tây ở trên.

## Pizza và ảnh hưởng đến sức khỏe

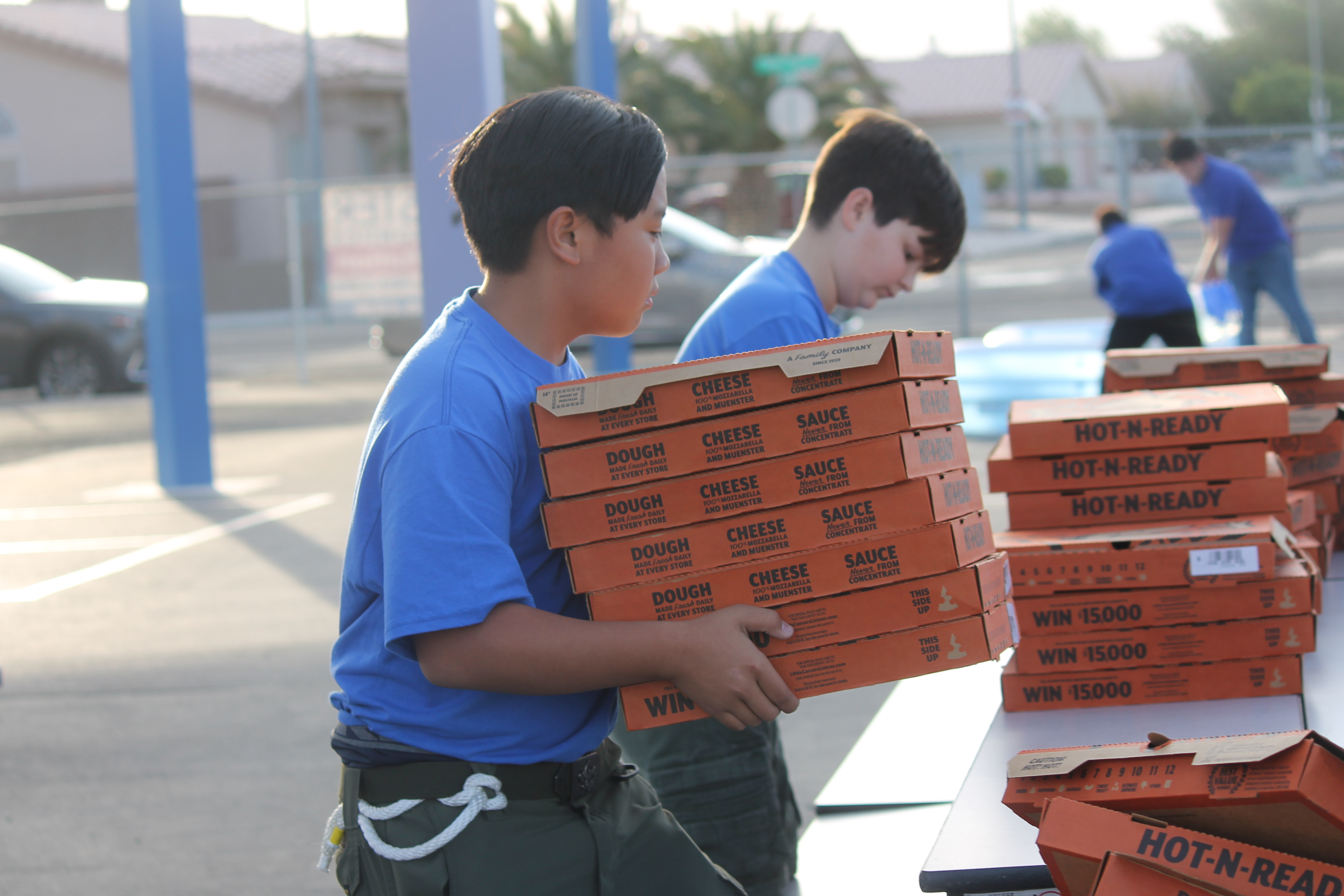
Hướng đạo viên cùng pizza

Một số loại pizza được sản xuất hàng loạt bởi các chuỗi cửa hàng pizza đã bị chỉ trích vì chứa tỷ lệ thành phần không tốt cho sức khỏe. Pizza có thể có nhiều muối và chất béo, và chứa nhiều calo. Cơ quan Nông nghiệp Hoa Kỳ (USDA) báo cáo rằng lượng sodium trung bình trong một chiếc pizza kích thước 36 cm (14 in) ở các cửa hàng thức ăn nhanh là 5.101 mg. Có mối lo ngại về tác động không tốt đến sức khỏe.

## Các kỉ lục
- Chiếc bánh Pizza lớn nhất là của Ý. Theo kỉ lục mới, chiếc bánh pizza được hoàn thành vào năm 2012 Chiếc bánh có đường kính lên tới 40m và sử dụng 9.000 kg bột và một loạt các thành phần khác gồm 4.536 kg nước sốt cà chua, 3.992 kg pho mát... 5 đầu bếp người Ý đã dành hơn 48 giờ nhào bột trong hơn 5.000 lô. Chiếc bánh này được đặt tên là Ottavia để đại diện cho hy vọng về một sự hồi sinh kinh tế và văn hóa trên thế giới lúc bấy giờ. Sau đó, chiếc bánh này cũng đã được cắt ra và tặng cho những "mái ấm" tình thương ở địa phương[62].
- Hơn 400 người làm bánh pizza của Ý đã hợp tác ở Napoli làm chiếc bánh pizza dài 1.853 mét vào ngày 18/5/2016, để ghi kỷ lục mới của thế giới về chiếc bánh pizza dài nhất. Những người làm bánh đã làm việc 11 tiếng đồng hồ và sử dụng 2 tấn phó mát mozzarella, 2 tấn bột mì, 1.497 ký lô sốt cà chua, 201 lít dầu ăn và 29,9 ký lô húng tây tươi. Chiếc bánh pizza lập kỷ lục trước đây được làm ở Milan nhân hội chợ năm 2015, là lúc chiếc bánh pizza dài 1,5 kilomet được nướng.[63][64][65]
- Ở tại London một kỉ lục mới về quãng đường vận chuyển bánh pizza đã được xác lập. Một chiếc bánh pizza ra ra lò vào ngày 17/11/2004 và đã vượt qua 1 hành trình dài 16949 km để được chuyển tới 1 địa chỉ tại đường Ramsey, Melbourne vào ngày 19/11/2004. Kỉ lục này được ghi vào phiên bản sách kỉ lục thế giới Guinness năm 2006.[66]
- Chiếc bánh pizza đắt nhất với đế mỏng đã được thực hiện bởi chuỗi các nhà hàng Domenico Crolla, nguyên liệu bao gồm bánh: sunblush-sốt cà chua, cá hồi hun khói của Scotland, thịt nai thượng hạng, vàng ăn được, tôm hùm ướp trong cognac thượng hạng và trứng cá muối, ngâm rượu sâm banh. Chiếc bánh pizza này được bán tại cuộc đấu giá từ thiện với giá £ 2.150.[67]